# 開南州
开南州，元朝时设置的州，属于下州。在今云南省景东彝族自治县。
开南州在威楚路西南，其川分十二甸，昔朴、和泥二蛮所居。庄蹻为滇王，汉武帝开西南夷，诸葛孔明定益州，都没有涉及其境。至南诏蒙氏兴，设立银生府，后被金齿、白蛮攻陷，移银生府治到威楚，开南被生蛮所据。自南诏至大理国段氏，都是徼外荒僻之地。中统三年（1262年）平定，以所部隶属于威楚万户。至元十二年（1275年），改为开南州。至顺二年（1331年），改为景东府。